# Моисеев, Максим Владимирович
Максим Владимирович Моисеев (бел. Максім Уладзіміравіч Маісееў; 8 февраля 1987) — белорусский футболист, вратарь.

## Клубная карьера
С 2006 года играл за дубль «Витебска». В 2009 году выступал в аренде в «Белшине» и помог клубу победить в Первой лиге. Позже играл также за мозырьскую «Славию» и «Сморгонь». Летом 2011 года вернулся в «Витебск», где стал вторым вратарем после Юрия Васютина. 27 октября того же года дебютировал в Высшей лиге, отыграв весь матч против «БАТЭ» (2:2).
К осени 2012 года оставался в команде, хотя и не выходил на поле. Позже был вынужден прекратить карьеру, чтобы работать по распределению по окончании ВГТУ. В начале 2014 года вернулся в «Витебск» и снова стал вторым вратарем. Вместе с командой вышел в Высшую лигу, в сезоне 2015 остался вторым вратарем, уже после Дмитрия Гущенко.
В январе 2016 года принял решение о завершении профессиональной карьеры.
В 2021 году стал выступать во Второй лиге за витебский клуб «Газовик».

### Статистика
| Сезон    | Дивизион | Клуб          | Страна                    | Матчи | Голы |
| -------- | -------- | ------------- | ------------------------- | ----- | ---- |
| 2006     | дубль    | Локомотив     | Флаг Беларуси (1995—2012) | 16    | -11  |
| 2007     | дубль    | Витебск       | Флаг Беларуси (1995—2012) | 25    | -25  |
| 2008     | дубль    | Витебск       | Флаг Беларуси (1995—2012) | 28    | -29  |
| 2009     | Д2       | Белшина       | Флаг Беларуси (1995—2012) | 13    | -8   |
| 2010     | Д2       | Славия-Мозырь | Флаг Беларуси (1995—2012) | 17    | -28  |
| 2011 (1) | Д2       | Сморгонь      | Флаг Беларуси (1995—2012) | 7     | -11  |
| 2011 (2) | Д1       | Витебск       | Флаг Беларуси (1995—2012) | 2     | -3   |
| 2012     | Д2       | Витебск       | Флаг Беларуси             | 0     | -0   |
| 2014     | Д2       | Витебск       | Флаг Беларуси             | 1     | -0   |
| 2015     | дубль    | Витебск       | Флаг Беларуси             | 6     | -7   |

## Достижения
- Чемпион Первой лиги Беларусиː 2009